# Битка за Влашић (1992)
Битка за Влашић (1992) је била бикта између ЈНА и ХВО-а за планину Влашић.

## Битка
Дана 14. маја 1992. неколико стотина ЈНА војника су покренули напад из правца Шишаве и Меокриње према ХВО контролисаном врху Влашић. Истог дана су заузели Љуте греде, а сутрадан су заузели и сами врх Влашића. То им је и пружило поглед на сам град Травник. ЈНА је у овој битци заробила 19 и убила 13 војника Травничке бригаде ХВО-а. Након битке, 14 од тих 19 ХВО заробљеника је касније било убијено. Неколико дана касније, ЈНА је напустила ову линију фронта, а ВРС је дошла и заменила њихово место.

## Последице
Почетком јула 1993. АРБиХ заузима Травник. Према српским линијама одбране на Влашићу бјежи хиљаде хрватских цивила и војника из Травника након пораза у битци против АРБиХ. Хртватски цивили и војници су збрињени, о том хуманом догађају.